# Cowboys from Texas
Cowboys from Texas è un film del 1939 diretto da George Sherman.
È un film western statunitense con Robert Livingston, Raymond Hatton e Duncan Renaldo. Fa parte della serie di 51 film western dei Three Mesquiteers, basati sui racconti di William Colt MacDonald e realizzati tra il 1936 e il 1943.

## Produzione
Il film, diretto da George Sherman su una sceneggiatura di Oliver Drake con il soggetto di William Colt MacDonald (creatore dei personaggi), fu prodotto da Harry Grey per la Republic Pictures e girato dal 10 al 18 ottobre 1939.

## Distribuzione
Il film fu distribuito negli Stati Uniti dal 29 novembre 1939 al cinema dalla Republic Pictures.

## Promozione
La tagline è: "3 Good Reasons WHY BAD MEN RUN FOR COVER".